# Asiagomphus melaenops
Asiagomphus melaenops – gatunek ważki z rodziny gadziogłówkowatych (Gomphidae). Występuje w Japonii.